# Denkyira
Denkyira fue una poderosa nación del pueblo akan que existió antes de la década de 1620, en lo que es en la actualidad Ghana. Como todos los akan, esta nación tuvo su origen en el estado de Bono. Antes de 1620, Denkyira era llamado Agona. El gobernante de Denkyira recibía el título de Denkyirahene y la capital era Jukwaa. El primer Denkyirahene fue Mumunumfi.
Posteriormente, la capital de Denkyira se trasladó a Abankeseso. La capital del estado de Denkyira es actualmente Dunkwa-on-Offin. Denkyira se hizo con su poderío por medio de la producción de oro y el comercio con Europa.
En la década de 1690, varias guerras ocurrieron entre Denkyira y los estados de Asen y Twifo-Heman. La razón de tales luchas fue la de mantener abiertas las rutas comerciales a la costa y el comercio con el Estado de Fante y los europeos.
El estado de Denkyira junto con los estados de Fante dominaban el comercio con los europeos en Ghana occidental, mientras que los Akwamu dominaban el comercio con los europeos en Ghana oriental.
El estado de Denkyira dominaba los estados vecinos que no eran controlados por los Fante, Akwamu o Akyem. Los asantes fueron súbditos y tributarios del Reino de Denkyira hasta 1701, cuando con la ayuda de Okomfo Anokye, los asante derrotaron a Denkyira en la Batalla de Feyiase, y Denkyira se convirtió en un estado tributario del Imperio asante. Esta acción fue liderada por Ntim Gyakari, el entonces Denkyirahene.
En 1868, Denkyira ingresó en la Confederación Fante para alinearse con la poderosa Unión Fante. La Confederación Fante también se había aliado en ese tiempo con los británicos. El Reino de Asante era aliado también del pueblo neerlandés.
El actual gobernante de Denkyira era Odeefuo Boa Amponsem III hasta que se anunció su muerte el 2 de diciembre de 2016.